# Hanno Selg
Hanno Selg (ur. 31 maja 1932 w Tartu, zm. 2 października 2019 tamże) – radziecki i estoński pięcioboista nowoczesny. W barwach Związku Radzieckiego srebrny medalista olimpijski z Rzymu.
Zawody olimpijskie rozegrane w 1960 roku były jego jedynymi igrzyskami olimpijskimi. Po medal sięgnął w rywalizacji drużynowej, reprezentację Związku Radzieckiego tworzyli ponadto Igor Nowikow i Nikołaj Tatarinow. Indywidualnie zajął dziesiąte miejsce. W tym samym 1960 roku zdobył tytuł mistrza Związku Radzieckiego w pięcioboju nowoczesnym, sześciokrotnie był mistrzem Estońskiej Socjalistycznej Republiki Radzieckiej. Na szczeblu republiki zdobywał również medale w narciarstwie klasycznym i narciarstwie alpejskim oraz w szermierce.